# Alejandro I Aldea
Alejandro I Aldea (en rumano: Alexandru I Aldea; 1397-diciembre de 1436) fue príncipe (o voivoda) de Valaquia de 1431 a 1436. Pertenecía a la Casa de Basarab y era hijo bastardo de Mircea I. Llegó a gobernar Valaquia durante una época de extrema turbulencia cuando el gobierno del país cambió dieciocho veces de manos durante el siglo XV. Alejandro I tomó el trono al derrocar a Dan II de Valaquia, padre de Basarab II. Dan II estaba en su quinto reinado, ya que había ido y venido con Radu II varias veces en el transcurso de siete años durante la década de 1420. Era lo suficientemente fuerte como para sostener el trono durante lo que entonces fue un tiempo considerable, un período de cinco años. Sin embargo, en el invierno de 1436 murió, quizás por enfermedad, ya que no hay rumores contrarios. Tras su muerte, su medio hermano Vlad II Dracul asumió el trono y lo mantendría intermitente hasta su muerte en 1447.